# Miroslav Zeman
Miroslav Zeman (n. 24 noiembrie 1946, Praga, Cehoslovacia) este un luptător ce a reprezentat Cehoslovacia, medaliat olimpic. A participat la 2 ediții ale Jocurilor Olimpice (1968, 1972) în care a câștigat o medalie de bronz.